# Arini
Arini – plemię ptaków z podrodziny papug neotropikalnych (Arinae) w rodzinie papugowatych (Psittacidae).

## Zasięg występowania
Plemię obejmuje gatunki występujące w Ameryce.

## Systematyka
Do plemienia należą następujące rodzaje:
- Deroptyus Wagler, 1832 – jedynym przedstawicielem jest Deroptyus accipitrinus (Linnaeus, 1758) – kapturnica
- Pionites F. Heine Jr., 1890
- Rhynchopsitta Bonaparte, 1854
- Pyrrhura Bonaparte, 1856
- Enicognathus G.E. Gray, 1840
- Cyanoliseus Bonaparte, 1854 – jedynym przedstawicielem jest Cyanoliseus patagonus (Vieillot, 1818) – patagonka
- Anodorhynchus von Spix, 1824
- Eupsittula Bonaparte, 1853
- Leptosittaca von Berlepsch & Stolzmann, 1894 – jedynym przedstawicielem jest Leptosittaca branickii  – złotopiórka
- Ognorhynchus Bonaparte, 1857 – jedynym przedstawicielem jest Ognorhynchus icterotis (Massena & Souancé, 1854) – żółtoliczka
- Thectocercus Ridgway, 1912 – jedynym przedstawicielem jest Thectocercus acuticaudatus (Vieillot, 1818) – szmaragdzianka
- Diopsittaca Ridgway, 1912 – jedynym przedstawicielem jest Diopsittaca nobilis (Linnaeus, 1758) – epoletówka
- Guaruba Lesson, 1830 – jedynym przedstawicielem jest Guaruba guarouba (J.F. Gmelin, 1788) – złotniczka
- Psittacara Vigors, 1825
- Conuropsis Salvadori, 1891 – jedynym przedstawicielem jest wymarły Conuropsis carolinensis (Linnaeus, 1758) – papuga karolińska
- Aratinga von Spix, 1824
- Cyanopsitta Bonaparte, 1854 – jedynym przedstawicielem jest Cyanopsitta spixii (Wagler, 1832) – ara modra
- Orthopsittaca Ridgway, 1912 – jedynym przedstawicielem jest Orthopsittaca manilatus (Boddaert, 1783) – ara żółtolica
- Primolius Bonaparte, 1857
- Ara Lacépède, 1799